# 光岡美遊人

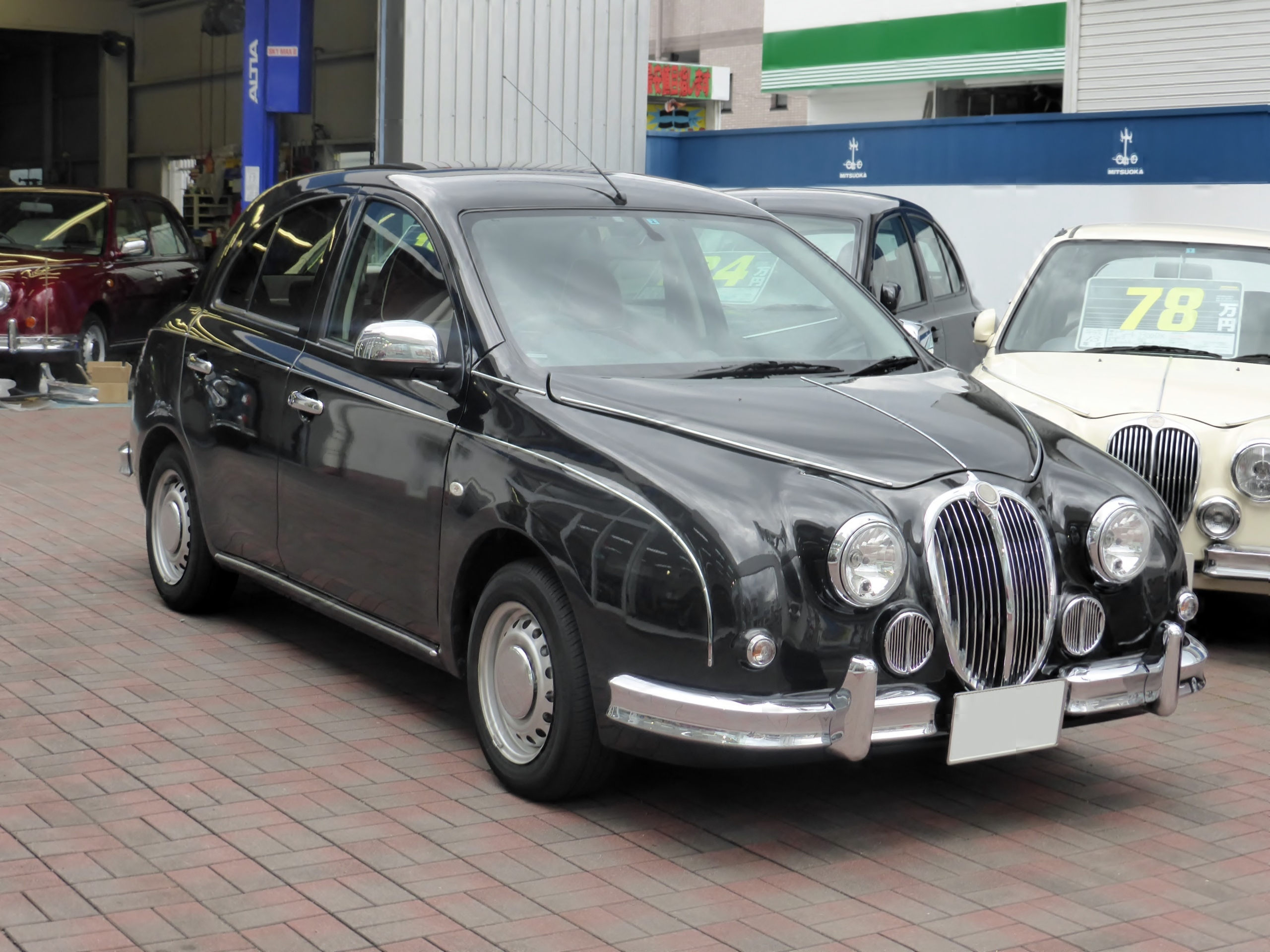

Viewt（；美遊人）為光岡汽車所推出的仿古典作品車輛。車輛設計以捷豹汽車Mk-II為藍本。

## 車輛歷史
自從1993年推出以來，Viewt是光岡汽車有史以來最長壽的產品之一，歷經多年的市場考驗後，仍維持著一定的銷售量。

### 車名語源
每天時髦自在，然後自己好像的確是「美麗、遊玩、人」一樣，即為取名「美．遊．人」語源。快樂、美麗、自在玩樂，無論在怎樣的場面也有著相稱的造型，有著追求快活的原點。

### 歷代車輛

#### Viewt（1993年－2005年）

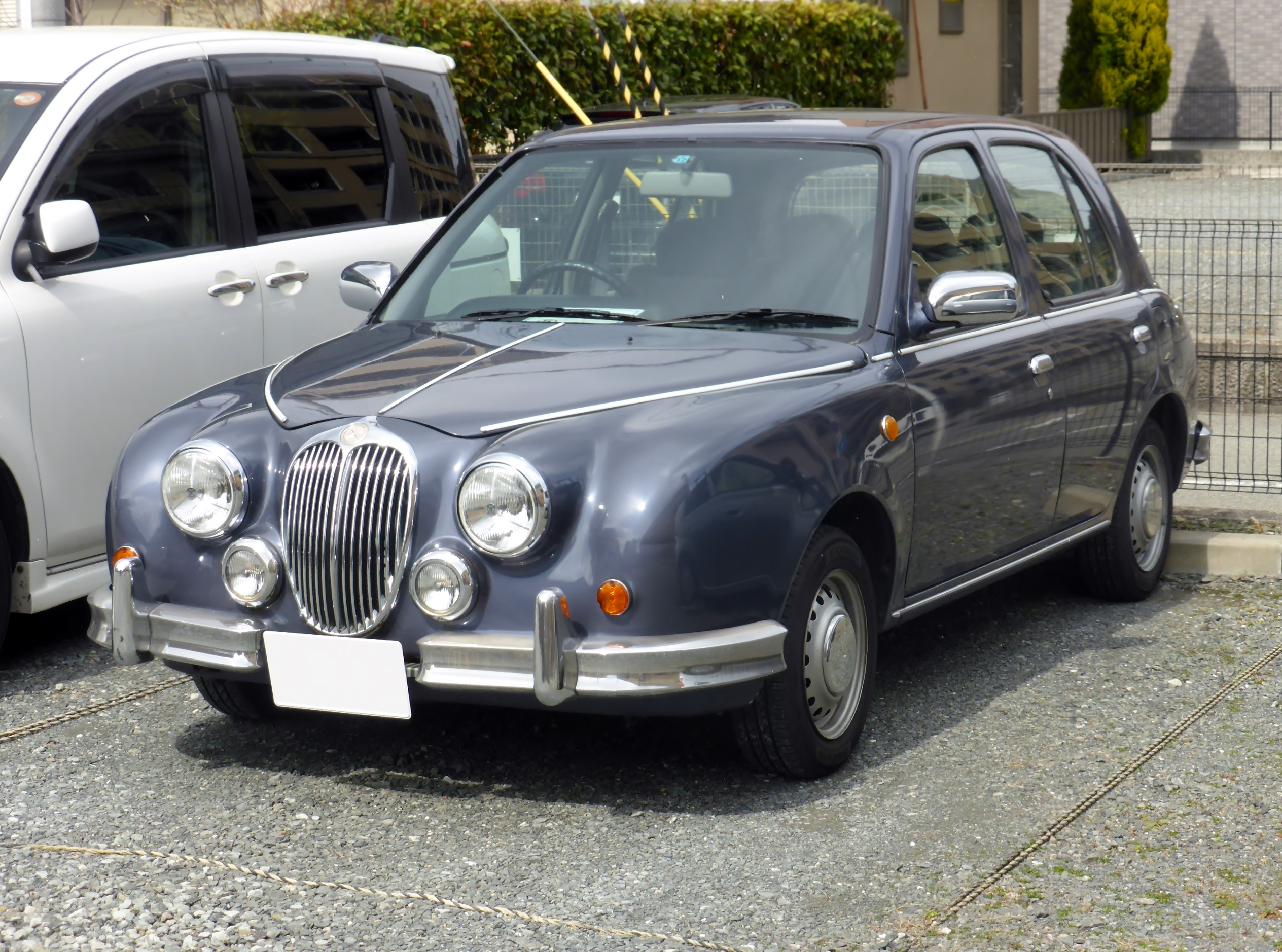
第一代

1993年1月，原創車輛「Viewt」（ビュート；美遊人）開始發售。車輛以Nissan March K11型為基礎，車身前的車體鈑件曲線部份設計變更，搭配1000cc或1300cc引擎，內部裝潢部份加入木紋飾板與皮質座椅。
2000年，Nissan March K11型的全新車輛，停止生產。改用Nissan March K11型的中古車為基礎。
2004年2月21日，原創車輛「Makeup Viewt」（メイクアップ．ビュート特別仕様車）開始發售。
2005年，停止生產

#### New Viewt（2005年－至今）

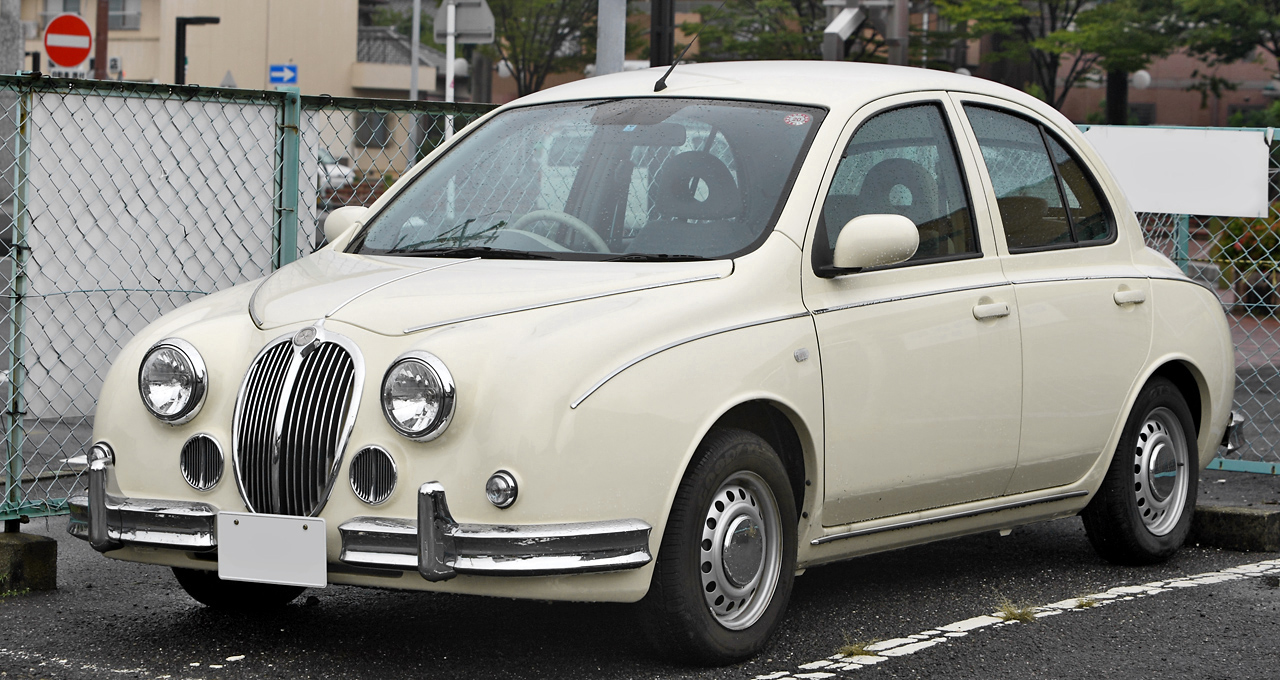
第二代

2005年9月，原創車輛「New Viewt」（新型ビュート）發表。車輛以Nissan March K12型為基礎，車身前後的車體鈑件曲線部份設計變更，搭配1200cc、1400cc或1500cc引擎，內部裝潢部份比起上一代更簡潔大方。
2006年12月15日，原創車輛「15th Anniversary Viewt」（15周年記念特別仕様車）開始發售，慶祝「Viewt」誕生15周年。

## 車輛諸元

### Viewt
- 引擎（Engine）：CG/997cc/Single-4/DOHC／CG13DE/1274cc/Single-4/DOHC
- 最高馬力（Maximmum Power）：43kw(58ps)/6000rpm／58kw(79ps)/6000rpm
- 最大扭力（Maximum Torque）：97.4N.m(8.1kg.m)/4000rpm／105.9N.m(10.8kg.m)/4000rpm
- 變速系統（Transmission）：5MT／4AT／CVT
- 傳動型式（Drive system）：FF
- 懸吊系統（Suspension）：？
- 煞車系統（Brakes）：？
- 車長（Overall Length）：4250mm
- 車寬（Overall Width）：1640mm
- 車高（Overall High）：1425mm
- 軸距（Wheel Base）：2360mm
- 車身最低點（Minimum-graound clearance）：？mm
- 車身重量（Vehicle weight）：850kg／870kg
- 輪胎尺寸（Tyre）：155/70-R13-75S
- 車輛售價（Price）：￥1,921,000(1.0/5MT)／1,996,000(1.0/4AT)／2,309,000(1.3/CVT)／2,211,000(1.3/5MT)

### New Viewt
- 引擎（Engine）：CR12DE/1240cc/Single-4/DOHC／CR14DE/1386cc/Single-4/DOHC／HR15DE/1498cc/Single-4/DOHC
- 最高馬力（Maximmum Power）：66kw(90ps)/5600rpm1498／71kw(97ps)/5600rpm／80kw(109ps)/6000rpm
- 最大扭力（Maximum Torque）：121N.m(12.3kg.m)/4000rpm／136N.m(13.9kg.m)/3200rpm／148N.m(15.1kg.m)/4000rpm
- 變速系統（Transmission）：4AT／CVT
- 傳動型式（Drive system）：FF／4WD
- 懸吊系統（Suspension）：？
- 煞車系統（Brakes）：？
- 車長（Overall Length）：4270mm
- 車寬（Overall Width）：1640mm
- 車高（Overall High）：1420mm
- 軸距（Wheel Base）：2360mm
- 車身最低點（Minimum-graound clearance）：150mm
- 車身重量（Vehicle weight）：1040kg(1.2/4AT)／1130kg(1.4/AT/4WD)／1130kg(1.5/CVT/4WD)
- 輪胎尺寸（Tyre）：165/70-R14-81S
- 車輛售價（Price）：￥2,394,000(1.2/4AT/FF)／2,583,000(1.4/4AT/4WD)／2,619,750(1.5/CVT/4WD)

## 相關車輛

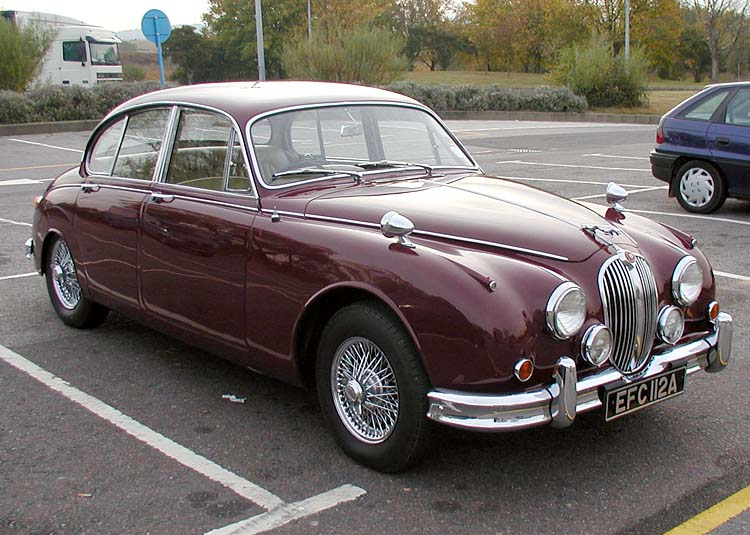
Jaguar Mk-II

### 原創車廠
1959年，Jaguar車廠所推出的Mk-II車輛，為原創經典。
- Jaguar Mk-II（1959年—1966年）

## 備註
1. ↑  光岡、メイクアップビュートに本革シート装着の特別車 （页面存档备份，存于），〈auto-g.jp〉
2. ↑  メイクアップビュート特別仕様車 （页面存档备份，存于），〈auto-web.co.jp〉
3. ↑  復古小車MITSUOKA Viewt 精裝版上市 （页面存档备份，存于），〈大紀元時報〉
4. ↑  日本的勞斯萊斯　光岡新Viewt復古車 （页面存档备份，存于），〈中華網〉
5. ↑  光岡、ビュートに１５周年を記念した特別仕様車 （页面存档备份，存于），〈auto-g.jp〉

## 外部連結
- 光岡自動車* 15th Anniversary Viewt
- New Viewt
- （页面存档备份，存于）